# ベユアール
ベユアール (フランス語: Béhuard)は、フランスペイ・ド・ラ・ロワール地域圏・メーヌ＝エ＝ロワール県のコミューン。
2000年から、ベユアールはUNESCO世界遺産に登録されているロワール渓谷の周辺にある。

## 地理

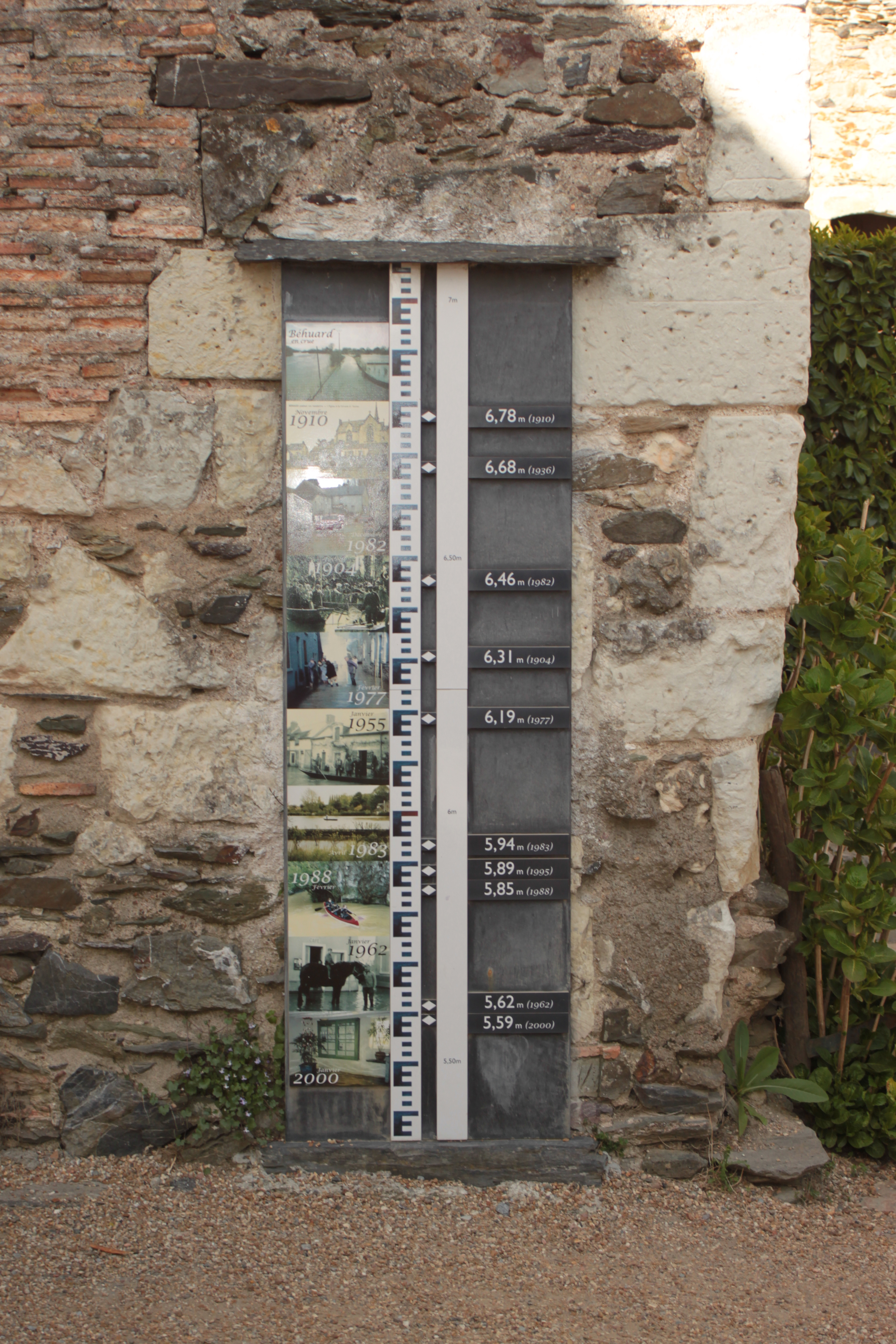
洪水の規模を示す

ベユアールは、コミューン全体がロワール川に浮かぶ島の上にあり、アンジェの南西16キロメートル、ナントの東86キロメートル、サヴニエールおよびロシュフォール・シュル・ロワールの中間に連なる段々畑にある。その地理的な位置のために、しばしばロワール川氾濫の影響を受ける。
アンジュー唯一の沖積島の高所に、ベユアールはある。全長3キロメートルという細長い形をした島のため、洪水になると目を見張るような光景になる。1910年には7メートル、2000年には5.6メートルまで水が上がった。直近の洪水は2006年である。教会は15世紀に岩の上に建てられている。この教会は、ロワール川で溺れるも助かったルイ11世が建設し、今も聖母巡礼の行われる場所である。

## 歴史
最初、ベユアールの地はガリアの母神に捧げられていた。5世紀になってアンジェ司教である聖モーリユが伝道を行い、その後11世紀にアンジェのサン・ニコラ修道院に託された。
11世紀、騎士ビュアールはその働きによってアンジュー伯ジョフロワ・マルテルの土地を授けられた。ビュアールという名がのちにベユアールに転じた。なぜなら、住民たちには発音が難しかったからである。
1469年から1482年の間、ルネ・ダンジューの甥であるルイ11世は、ロワール川で船が沈んで溺れかけ助けられた後、聖母に捧げる教会の建設を命じた。教会は二重の身廊を持っていた。
15世紀までベユアールは、船乗りや旅行者を保護する聖母の名声のため、船頭が巡礼する場所だった。

## 人口統計
| 1962年 | 1968年 | 1975年 | 1982年 | 1990年 | 1999年 | 2008年 | 2013年 |
| ------ | ------ | ------ | ------ | ------ | ------ | ------ | ------ |
| 110    | 85     | 100    | 93     | 94     | 110    | 127    | 119    |

参照元:1962年から1999年まで人口の2倍カウントなし。1999年までEHESS/Cassini、2004年以降INSEE

## 経済
2010年終わりの時点で、ベユアールには12の団体や事業所があり、農業分野、産業分野、建設分野のいずれもない。75%が商業とサービス業であり、25%が行政および医療福祉である。

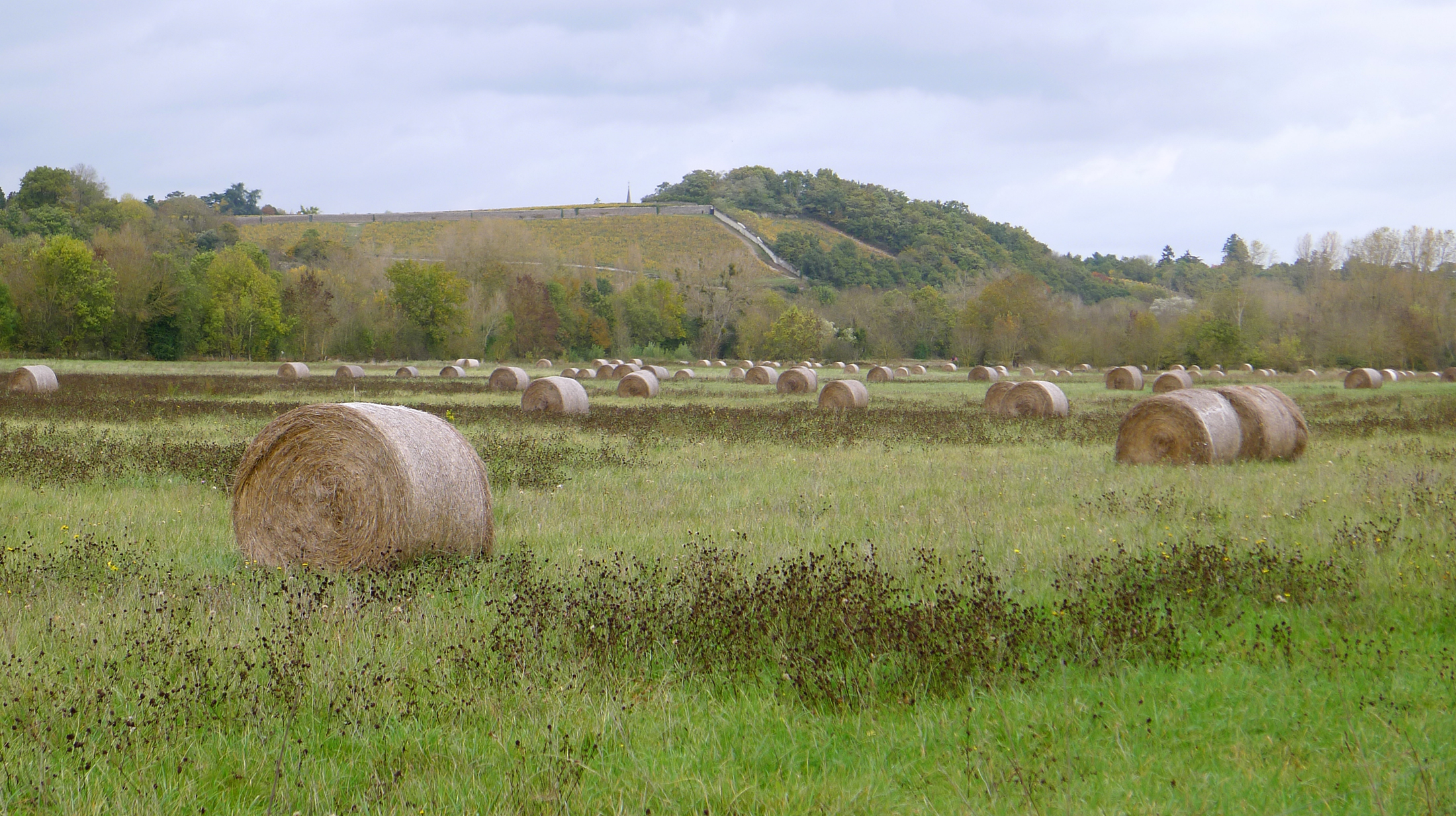
俵状のわらが点在する畑。背景はロワールの湾曲部、サヴ二エールの斜面に広がるブドウ畑である
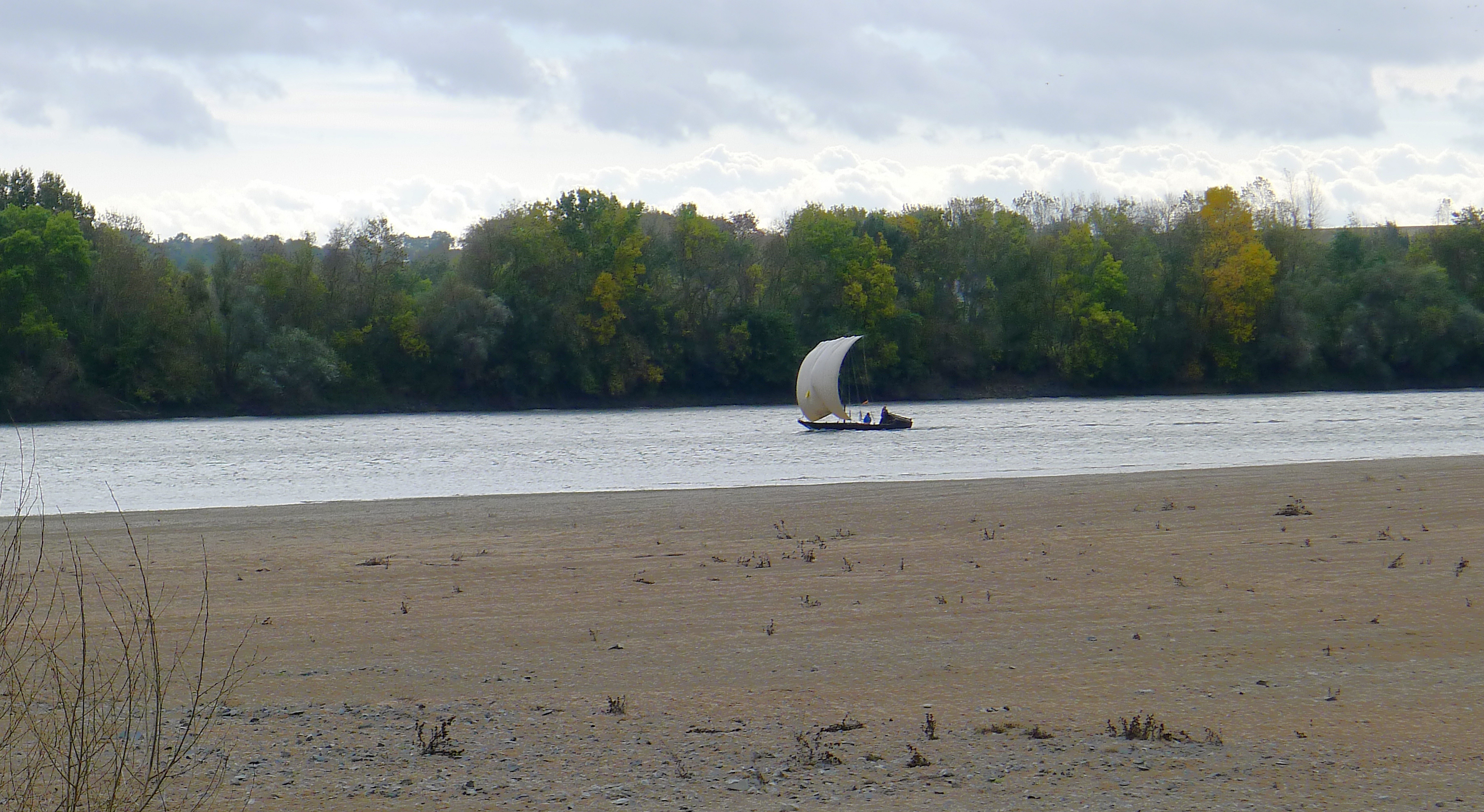
ベユアールで、ロワールを上るガバル船

## 史跡
- ノートルダム教会 - 1862年より歴史文化財指定[9]
- 15世紀から17世紀建設の住宅
- 奇跡の聖母像 - 16世紀にプラムの木で彫られた。

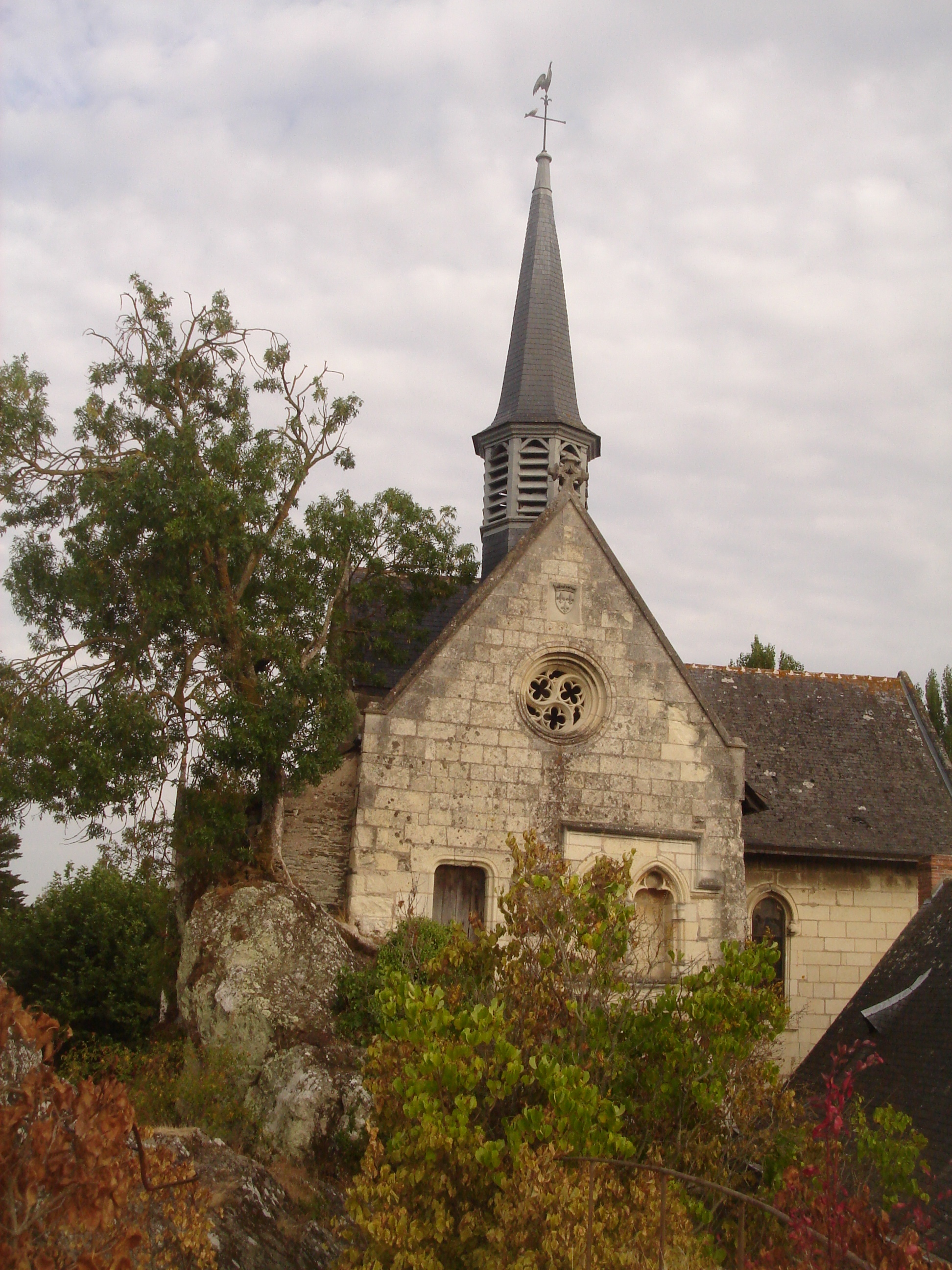
ノートルダム教会
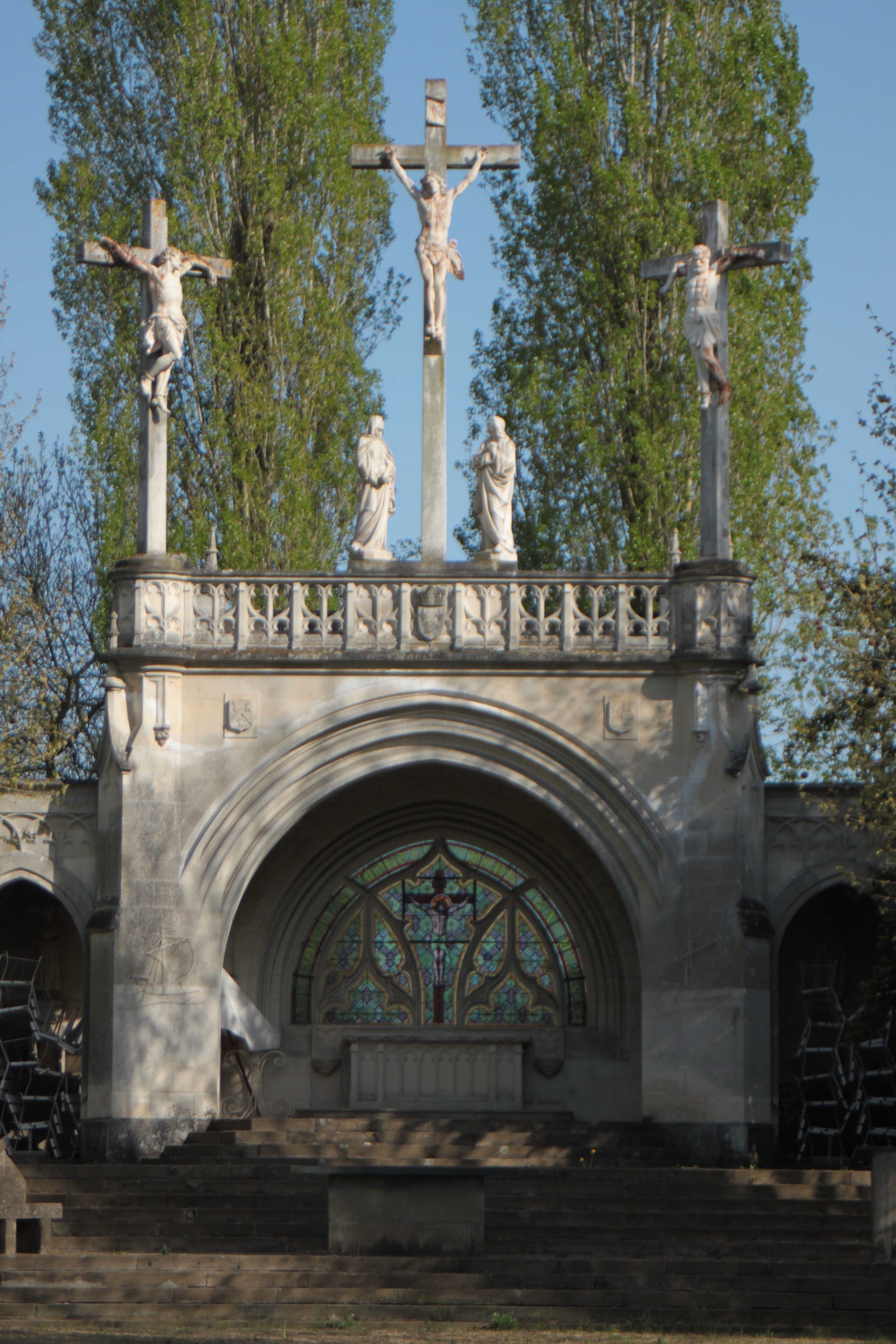
カルヴェール
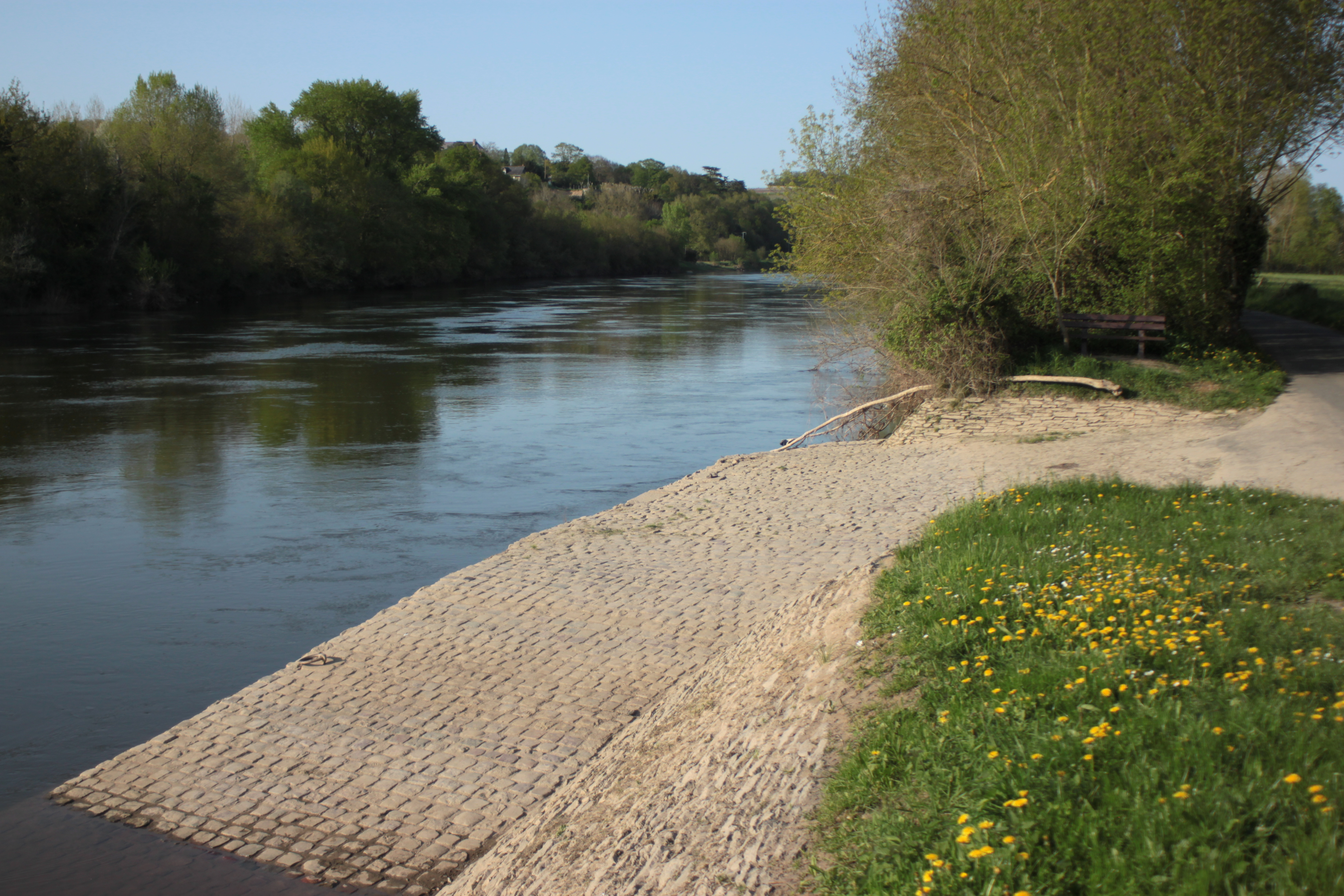
ボワ港